# Iryna Dovgan
Iryna Dovgan (in ucraino Ірина Володимирівна Довгань?; Donec'k, 25 gennaio 1962) è un'attivista ucraina, rapita nel 2014 dai ribelli filo-russi del Battaglione Vostok.
Ha raccontato di essere stata picchiata e umiliata per cinque giorni, oltre ad essere stata legata pubblicamente in una strada di Donetsk e aggredita dalla folla in alcune foto che fecero il giro del mondo. Secondo la sua testimonianza, è stata detenuta e interrogata prima di essere consegnata ai mercenari, apparentemente dell'Ossezia del Nord, che l'hanno sottoposta a torture, chiamandola fascista e costringendola a gridare "Sieg Heil", sparando ripetutamente con le pistole vicino alle sue orecchie e minacciando di violentarla. È stata liberata il 28 agosto dopo che Mark Franchetti, reporter del quotidiano britannico The Sunday Times, e Dmitry Beliakov, un fotografo freelance russo, hanno chiesto al leader Alexander Khodakovsky di rilasciarla. Khodakovsky ordinò di liberare Iryna Dovhan e ha promesso di disciplinare i responsabili della sua detenzione e umiliazione pubblica. Da allora Iryna ha lasciato Donetsk e si è unita alla sua famiglia a Mariupol, una città controllata dalle forze ucraine fino al 2022. 
È una delle fondatrici e responsabili di SEMA Ukraine, associazione che difende le donne vittime di tortura e violenza sessuale di guerra durante il conflitto russo-ucraino.

## Accadimenti dell'agosto 2014
È diventata famosa dopo che le sue foto di Maurício Lima (pubblicate sul New York Times) sono apparse sui social e sui media internazionali, mostrandola in piedi in un incrocio trafficato nel centro di Donetsk con un cartello che la identifica come una spia e la scritta: "Lei uccide i nostri bambini". Ha raccontato che i passanti la schiaffeggiavano e la prendevano a calci, la sputavano e le lanciavano pomodori in faccia. L'intervento di Lima pose fine al linciaggio. Una fotografia del suo maltrattamento ha suscitato indignazione diffusa in Ucraina, ha spinto i social media a identificarla e ha attirato l'attenzione degli osservatori dei diritti umani delle Nazioni Unite.
I ribelli che l'hanno rapita, torturata e tentato di violentarla, sono associati al battaglione Vostok, guidato dall'ex agente della SBU Alexander Khodakovsky, l'hanno accusata di essere una spia e un osservatore di artiglieria delle forze armate dell'Ucraina. Iryna Dovhan insistette sul fatto che non è mai stata una spia, ma ammette di essere una volontaria che ha raccolto donazioni (cibo, vestiti, medicine e denaro) dalle persone del posto e le consegnava ai soldati ucraini situati nelle vicinanze. Disse anche che non era l'unica persona a Donetsk che voleva aiutare i soldati ucraini, attraverso queste donazione di di aver fatto un errore fatale quando ha scattato la foto di soldati che ricevevano le raccolte, con l'intenzione di mostrarle alle persone che hanno donato le scorte.
Nelle sue interviste a Hromadske.TV e Radio Liberty, ha confessato che se fosse stato per quelle foto, forse non avrebbe rivisto mai più la sua famiglia. Più tardi, il programma televisivo ucraino "Vikna" ha fatto un'intervista esclusiva di lei e la sua famiglia che ora vivono dal suo amico. Incontrò, ringraziò e abbracciò il fotografo Maurício Lima, la cui fotografia attirò grande attenzione sulla sua condizione.

### Conseguenze
Da settembre 2014 Dovhan e la sua famiglia hanno ricostruito le loro vita a Mariupol', ma non si aspettavano assistenza finanziaria dal governo ucraino.
Nelle elezioni parlamentari ucraine del 2014 Dovhan si è candidata come apartitica. La città di Mariupol' è stata annessa dalla Russia nel 2022, per cui ha dovuto lasciarla.
Diversi suoi torturatori sono morti in guerra, e Irina ne ha denunciati altri con la speranza di poter ottenere giustizia. È responsabile e fondatrice di SEMA Ukraine, parte della rete mondiale SEMA, che si occupa delle donne vittime di violenza correlata ai conflitti, fornendo assistenza legale e psicologica e sensibilizzando sul tema anche a livello internazionale.

## Vita privata
Iryna Dovhan è un'estetista professionista, originaria di Yasynuvata. Ha studiato economia e possedeva un centro estetico nella sua città natale, che è stata presa dai ribelli nel mese di aprile. È sposata e ha una figlia e un figlio che nel 2014 avevano rispettivamente 16 anni e 32 anni.